# Nicolás Palacios

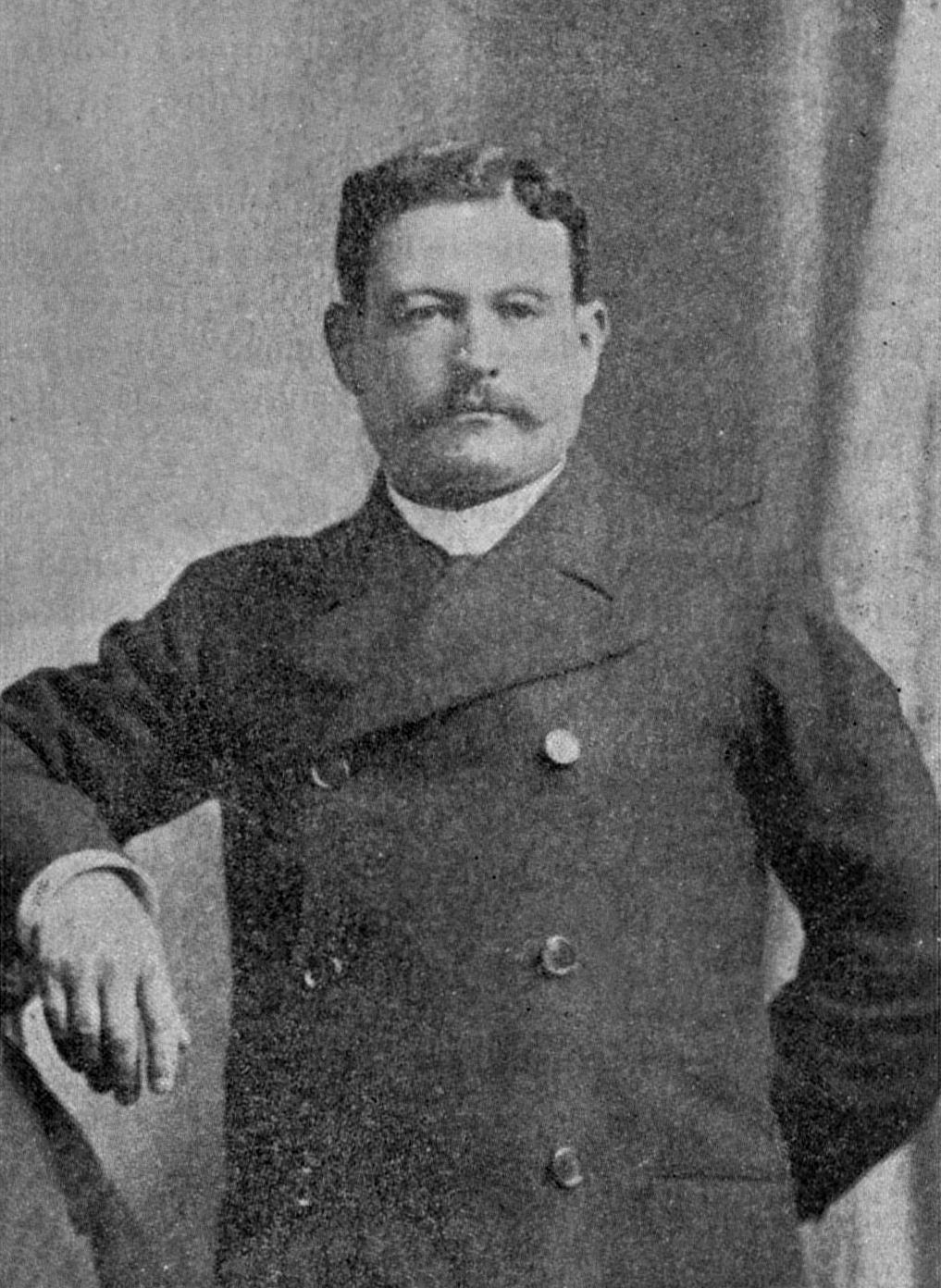
Fotografie von Nicolas Palacios

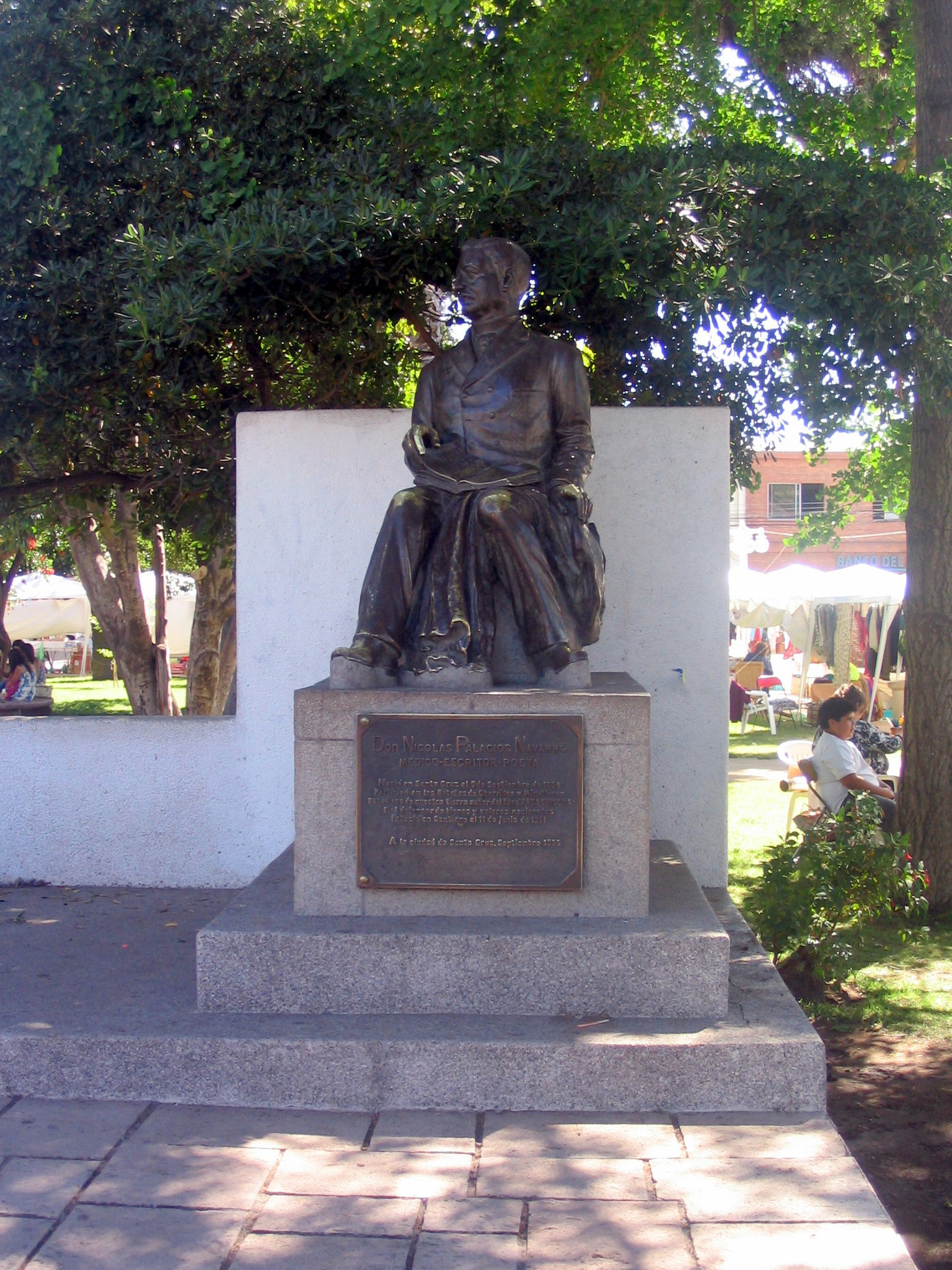
Nicolás Palacios, Denkmal auf dem Hauptplatz seines Geburtsortes Santa Cruz (2009).

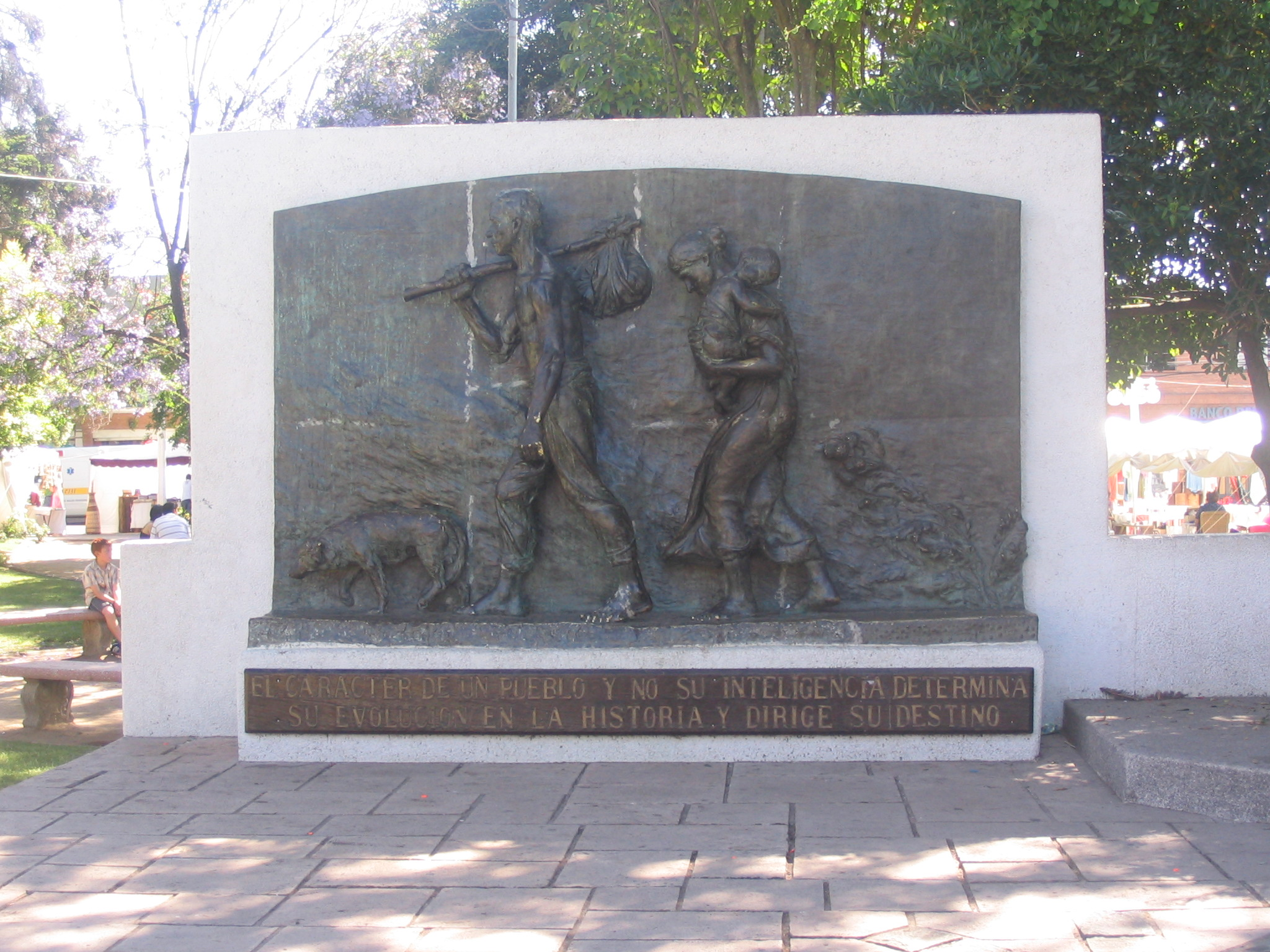
Denkmal für Nicolás Palacios (Text der Aufschrift: „El carácter de un pueblo y no su inteligencia determina su evolución en la historia y dirige su destino.“ / dt. Der Charakter eines Menschen und nicht seine Intelligenz bestimmt seine geschichtliche Entwicklung und leitet sein Schicksal).

Nicolás Palacios (geb. 1854 in Santa Cruz; gest. 1911) war ein chilenischer Arzt und Autor, der für seine Schriften über die "chilenische Rasse" und nationale Identität bekannt ist.

## Leben und Wirken
Nicolas Palacios wurde 1854 in Santa Cruz geboren. Er gilt als ein Vorläufer der nationalistischen Bewegung, die ihren Höhepunkt in der zweiten Dekade des zwanzigsten Jahrhunderts erreichte. Sein Buch Raza chilena (Die chilenische Rasse) erschien 1904 zunächst anonym (2. Ausgabe 1918). Seine rassistischen Theorien fanden unter anderem Widerhall bei dem Historiker Francisco Antonio Encina (1874–1965) in seiner umfangreichen Historia de Chile (Geschichte Chiles) und hatten großen Einfluss auf die jungen nationalistischen Intellektuellen des nächsten Jahrzehnts. Sie bilden das ideologische Rückgrat für viele chilenische Nazi-Gruppen. Von dem späteren chilenischen Diktator Pinochet (1915–2006) beispielsweise wurde die „chilenische Rasse“ in seiner Sintesis Geografica de Chile folgendermaßen beschrieben: „als "von weißer Farbe, mittlerer und kräftiger Statur, lebhafter Intelligenz und ausgeprägtem Nationalgefühl". Zu ihren "hervorstechendsten Eigenschaften" gehöre "körperliche Widerstandskraft" und "Arbeitseifer".“
Im Jahr 1907 war Nicolás Palacios Augenzeuge des Massakers in der Schule Santa Maria in der Hafenstadt Iquique, einem Massenmord des chilenischen Militärs an Salpeterarbeitern.

## Schriften
- Raza Chilena. Libro escrito por un chileno i para los chilenos. [Die chilenische Rasse. Von einem Chilenen für die Chilenen geschriebenes Buch]. Valparaíso, Imprenta i litografia Alemana de Gustavo Schäfer, 1904 (vgl. memoriachilena.cl)